# XVIe législature de la Troisième République française
La XVIe législature de la Troisième République française est un cycle parlementaire qui s'ouvre le 1er juin 1936 et se termine le 31 mai 1942. Initialement prévu pour une durée de quatre ans par les lois constitutionnelles de 1875, les mandats des députés sont prolongés de deux ans supplémentaires par un décret du 29 juillet 1939. En raison du vote des pouvoirs constituants au gouvernement le 10 juillet 1940 par l'Assemblée nationale, ils siègent pour la dernière fois le 9 juillet 1940.
Le président de la Chambre des députés pour la législature est Édouard Herriot.

## Composition de l'exécutif

### Président de la République

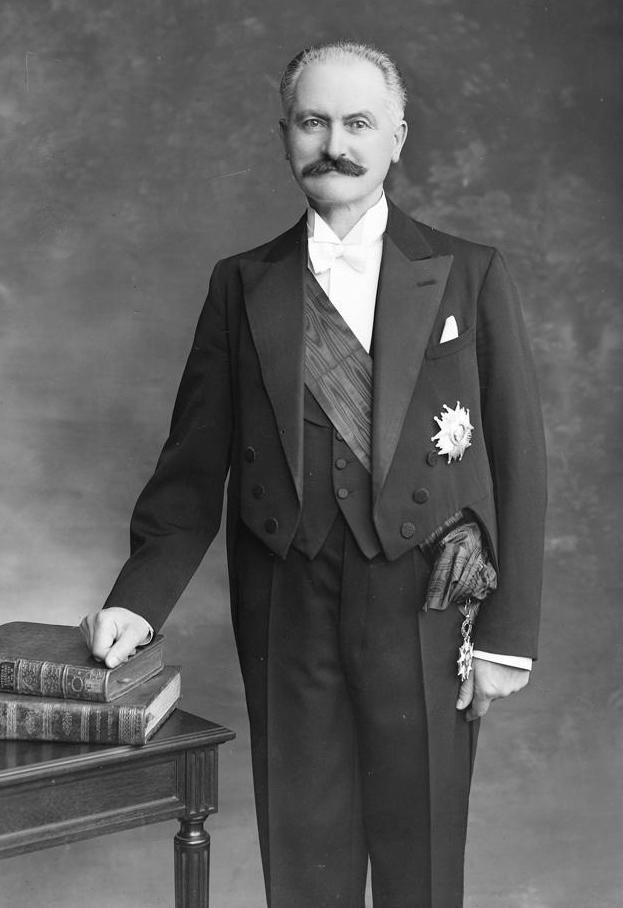
Albert Lebrun président de la République du 10 mai 1932 au 11 juillet 1940.

### Présidents du Conseil et gouvernements successifs
| Président du Conseil | Président du Conseil | Président du Conseil | Parti       | Dates (Durée)                                        | Gouvernement  | Composition initiale                                       | Coalition                                        | Sièges    |
| -------------------- | -------------------- | -------------------- | ----------- | ---------------------------------------------------- | ------------- | ---------------------------------------------------------- | ------------------------------------------------ | --------- |
| 1                    | Léon Blum            | Léon Blum            | SFIO        | 4 juin 1936 - 21 juin 1937 (1 an et 17 jours)        | Blum I        | 3 ministres d'État 17 ministres 13 sous-secrétaires d'État | Front populaire (SFIO-PRRRS-PC-SFIC-USR)         | 386 / 608 |
| 2                    | Camille Chautemps    | Camille Chautemps    | PRRRS       | 22 juin 1937 - 14 janvier 1938 (6 mois et 16 jours)  | Chautemps III | 3 ministres d'État 16 ministres 14 sous-secrétaires d'État | Front populaire (SFIO-PRRRS-PC-SFIC-USR-JR)      | 386 / 608 |
| 2                    | Camille Chautemps    | Camille Chautemps    | PRRRS       | 18 janvier - 10 mars 1938 (1 mois et 20 jours)       | Chautemps IV  | 2 ministres d'État 17 ministres 13 sous-secrétaires d'État | Front populaire (SFIO-PRRRS-PC-SFIC-USR-JR)      | 386 / 608 |
| 3                    | Léon Blum            | Léon Blum            | SFIO        | 13 mars - 8 avril 1938 (26 jours)                    | Blum II       | 4 ministres d'État 18 ministres 12 sous-secrétaires d'État | Front populaire (SFIO-PRRRS-PC-SFIC-USR-JR)      | 386 / 608 |
| 4                    | Édouard Daladier     | Édouard Daladier     | PRRRS       | 12 avril 1938 - 11 mai 1939 (1 an et 29 jours)       | Daladier III  | 18 ministres 1 sous-secrétaire d'État                      | Concentration républicaine (PRRRS-USR-AD-RI-PDP) | 309 / 608 |
| 4                    | Édouard Daladier     | Édouard Daladier     | PRRRS       | 11 mai - 13 septembre 1939 (4 mois et 2 jours)       | Daladier IV   | 18 ministres 1 sous-secrétaire d'État                      | Concentration républicaine (PRRRS-USR-AD-RI-PDP) | 309 / 608 |
| 4                    | Édouard Daladier     | Édouard Daladier     | PRRRS       | 13 septembre 1939 - 20 mars 1940 (6 mois et 7 jours) | Daladier V    | 20 ministres 2 sous-secrétaires d'État                     | Concentration républicaine (PRRRS-USR-AD-RI-PDP) | 309 / 608 |
| 5                    | Paul Reynaud         | Paul Reynaud         | DVD         | 21 mars - 16 juin 1940 (2 mois et 25 jours)          | Reynaud       | 2 ministres d'État 18 ministres 1 sous-secrétaire d'État   | Union nationale (AD-PRRRS-SFIO-USR-FR-PDP-PSF)   | 389 / 608 |
| 6                    | Philippe Pétain      | Philippe Pétain      | Indépendant | 16 juin - 10 juillet 1940 (24 jours)                 | Pétain        | 1 ministre d'État 16 ministres 2 sous-secrétaire d'État    | Union nationale (AD-PRRRS-SFIO-USR-FR-PDP-PSF)   | 536 / 608 |

## Composition de la Chambre des députés

### Groupes parlementaires
| Groupe parlementaire     | Groupe parlementaire     | Groupe parlementaire                                                | Députés                  | Députés                  | Députés |
| Groupe parlementaire     | Groupe parlementaire     | Groupe parlementaire                                                | Membres                  | Apparentés               | Total   |
| ------------------------ | ------------------------ | ------------------------------------------------------------------- | ------------------------ | ------------------------ | ------- |
|                          | SOC                      | Socialiste                                                          | 148                      | 1                        | 149     |
|                          | RAD                      | Républicain radical et radical-socialiste                           | 109                      | 1                        | 110     |
|                          | COM                      | Communiste                                                          | 72                       | 0                        | 72      |
|                          | FR                       | Fédération républicaine de France                                   | 49                       | 11                       | 60      |
|                          | ARGRI                    | Alliance des républicains de gauche et des radicaux indépendants    | 42                       | 1                        | 43      |
|                          | RIAS-GAI                 | Républicains indépendants et d'action sociale & Agraire indépendant | 34                       | 6                        | 40      |
|                          | GDRI                     | Gauche démocratique et radicale indépendante                        | 36                       | 3                        | 39      |
|                          | USR                      | Union socialiste républicaine                                       | 29                       | 0                        | 29      |
|                          | GI                       | Gauche indépendante                                                 | 26                       | 0                        | 26      |
|                          | IAP                      | Indépendants d'action populaire                                     | 16                       | 0                        | 16      |
|                          | DP                       | Démocrate populaire                                                 | 11                       | 2                        | 13      |
|                          | IR                       | Indépendants républicains                                           | 13                       | 0                        | 13      |
|                          | PUP                      | Parti d'unité prolétarienne (jusqu'en 1937)                         | 6                        | 0                        | 6       |
|                          |                          |                                                                     |                          |                          |         |
| Total des sièges pourvus | Total des sièges pourvus | Total des sièges pourvus                                            | Total des sièges pourvus | Total des sièges pourvus | 610     |

## Organisation de la Chambre des députés

### Président de la Chambre des députés

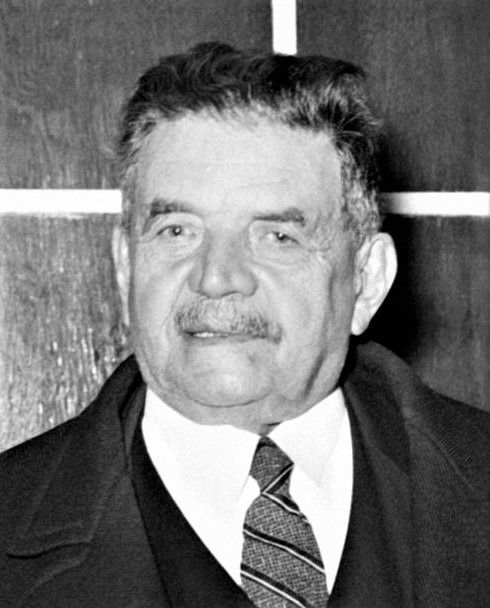
Édouard Herriot président de la Chambre du 1er juin 1936 au 10 juillet 1940[2].